# Spectacol

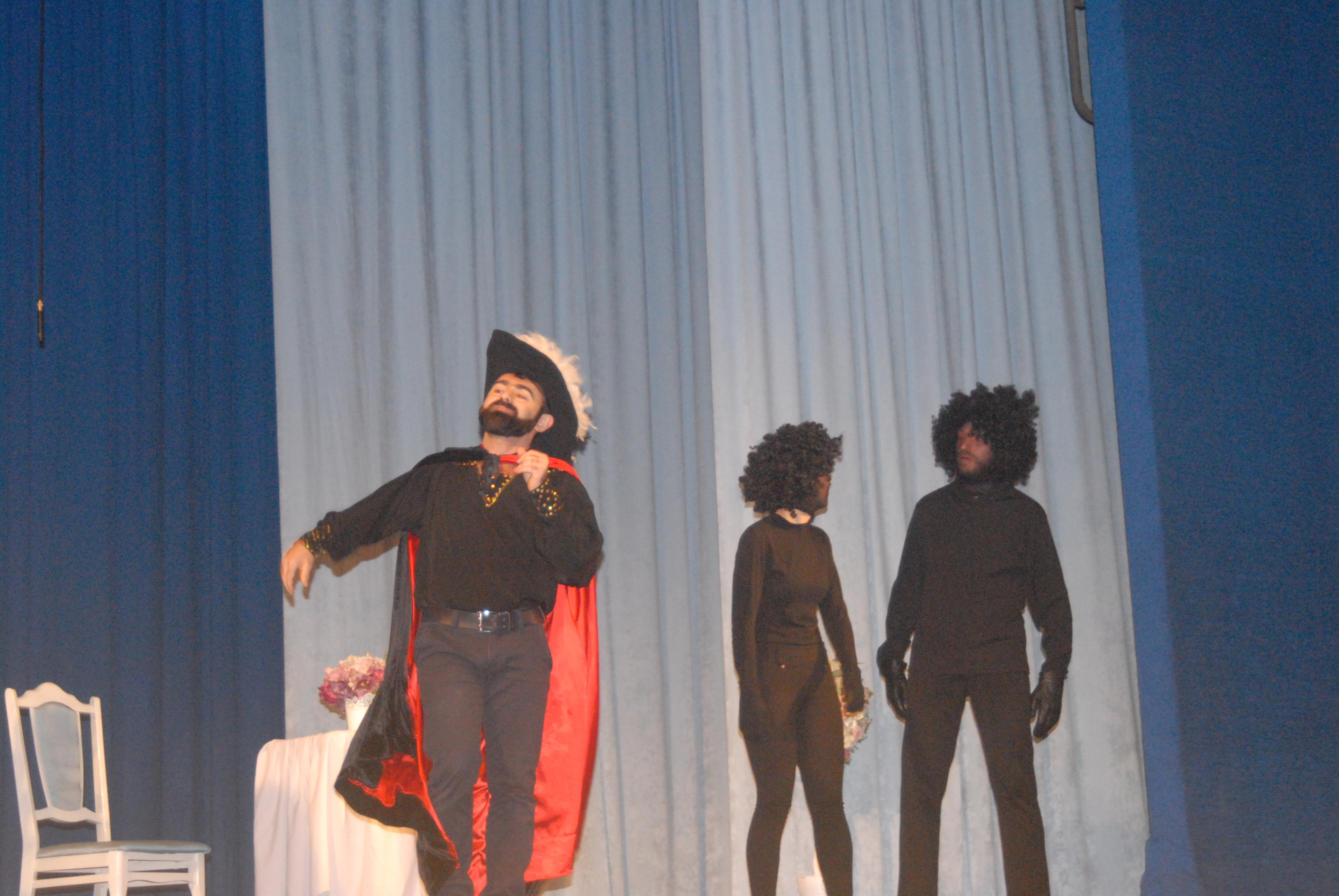

Spectacol  (din fr. spectacle) este o reprezentație audio sau video, susținuta în fața unor spectatori. În funcție de tipul spectacolului avem și denumirea publicului ce-l audiază, astfel:
- spectacole TV: telespectatori,
- spectacole radiofonice: radioascultatori,
- spectacole cinematografice: cinefili, etc.
- spectacole de circ.

Spectacol este un ansamblu de elemente, de lucruri, de lupte care atrag privirile sau atenția, care impresionează, care provoacă reacții. Expresie: A se da în spectacol = a atrage atenția priuntr-o purtare nepotrivită, a se face de râs.

## Legături externe
- „spectacol” la DEX online